# Ljustjärnen (Delsbo socken, Hälsingland)
Ljustjärnen är en sjö i Hudiksvalls kommun i Hälsingland och ingår i Delångersåns huvudavrinningsområde. Sjön är 2,4 meter djup, har en yta på 0,009 kvadratkilometer och befinner sig 65 meter över havet.